# Мацева

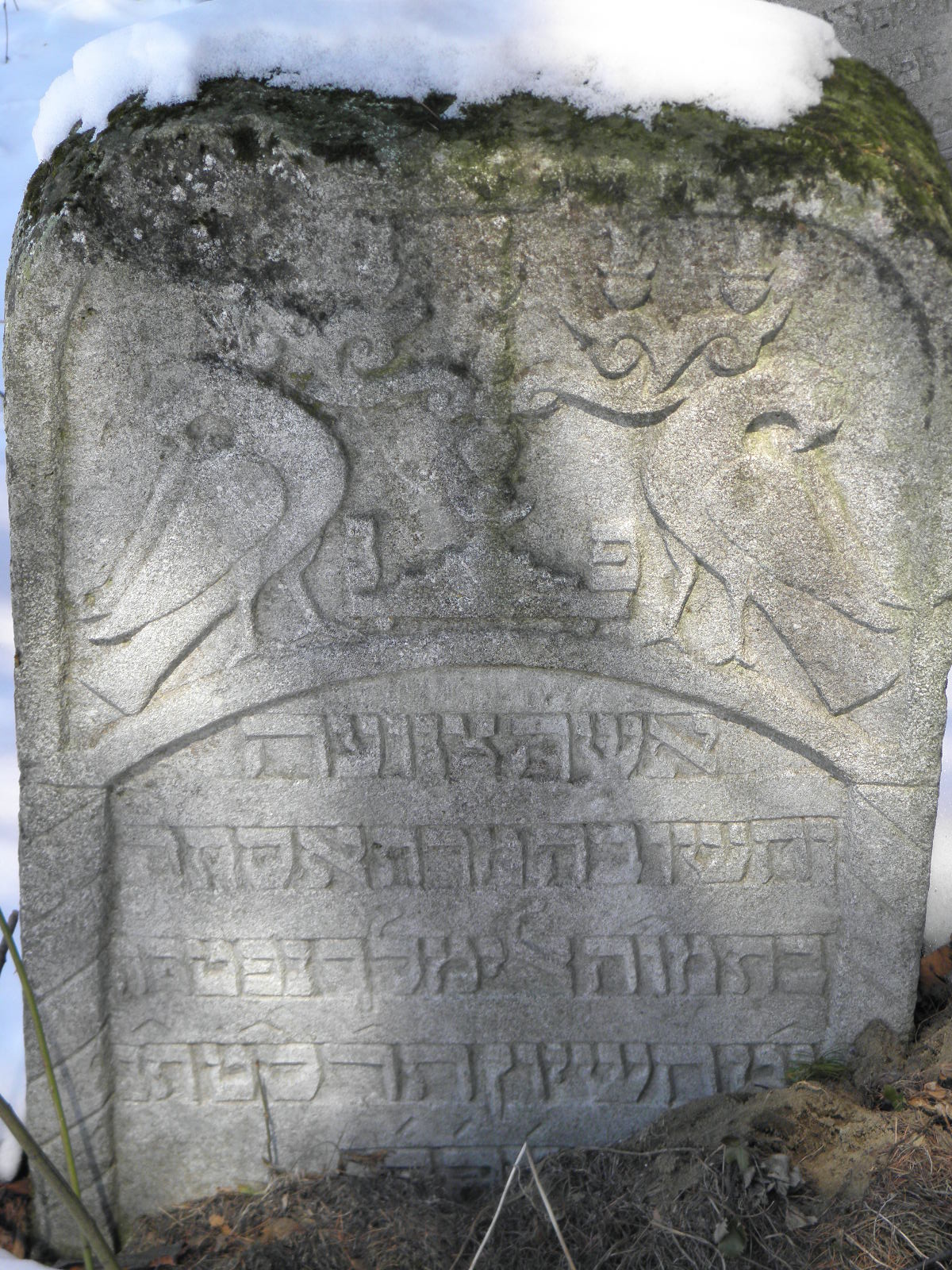
Мацева з птахами і менорою (м.Турка)

Мацева (іврит — מצבה лат. транскрипція — matseva; множина — мацевот, matsevot) — єврейський надгробок у формі вертикальної кам'яної плити, інколи металевої чи дерев'яної, з написами івритом та символічними рельєфами, що встановлюється на могилі для увічнення пам'яті померлого єврея.

## Традиція
Надгробок у євреїв трактується як святиня. Традиція встановлювати надгробний камінь в голові могили бере початок з глибокої давнини. Це робиться на знак поваги до покійного і для того, щоб його ім'я та місце поховання не були забуті. У країнах діаспори надгробок зазвичай встановлювали після закінчення 12 місяців після поховання. Головні традиційні положення щодо мацев визначають «Короткі закони трауру»: 
«Прийнято робити мацеви — пам'ятник на могилі покійного, щоб було відомо місце поховання його для всіх, хто прийде на могилу помолитися для піднесення душі покійного. Сини зобов'язані побудувати пам'ятник батькам, так як заповідь поваги до батьків діти зобов'язані виконувати навіть після їх смерті. Чоловік зобов'язаний зробити пам'ятник покійній дружині, а дружина для покійного чоловіка. За традицією прийнято робити пам'ятник до тридцятого дня після похорону.
На пам'ятнику має бути написане ім'я покійного (якщо мав єврейське ім'я, то потрібно єврейське), ім'я його батька і дата смерті за єврейським календарем. Прийнято на пам'ятнику наприкінці напису вигравіювати літери, які є початковими буквами слів фрази „тге нешмато црура берор гахан“. Порядок відвідування могили на тридцятий день за традицією такий, як і на сьомий.»

## Форма
Двома основними типами єврейських надгробків є стела і саркофаг. Стела-мацева має, як правило, форму вертикальної плити (типово для ашкеназі) з написом і рельєфним або різьбленим зображенням. Зазвичай, стела встановлювалася на надмогильних каменях, які могли мати вигляд короба з окремих плит або цільного блоку з плоским або скошеним на два-три скати верхом. Згідно з Д. Гоберманом (англ. - Goberman D.), існує 4 види надгробків, виконаних у вигляді стели: прямокутна, зі зрізаними кутами, з фігурним (циркулярним або напівциркулярним) завершенням, з кутом на два скати.

## Декор і символи
Багато мацев, що збереглися на єврейських цвинтарях України та Молдови, вражають уяву багатством декору, різноманітністю символіки і свідчать про мистецтво єврейських майстрів-каменярів.

Символи, що зображувалися на мацевах, відзеркалювали релігійний і громадський статус померлого, його професію, особисті гідності тощо. Наприклад, руки над запаленими свічками або свічки, що горять у суботніх свічниках зображувалися на могилі жінки, бо саме до її обов'язків входило запалювання суботніх свічок; відкрита книга або кілька корінців книжок — могила рабина або автора релігійних творів; гусяче перо — переписувача священних текстів; ножиці — кравця; ланцюжок або інші прикраси — ювеліра; коробка або кухоль для збору пожертвувань, рука, що подає милостиню, вказували на щедрість покійного тощо. Навіть смерть позначалася певними символами: розбитий посуд, надламана свічка, перевернутий згаслий світильник, рука, що зламала гілку (тільки на надгробках жінок). Кількість плодів на гілках вказувало на число дітей померлої, а на дівочих надгробках число квіток відповідало прожитим рокам. Зображення на надгробку зірки Давида (шестикутної зірки) набуло поширення на території Російської імперії лише в самому кінці XIX ст. — на початку XX століття.

## Епітафія
Більшу частину надгробка займає епітафія, яка багато говорить про особистість покійного і його благих діяннях, а також є чудовим джерелом генеалогічної інформації. Епітафія має чітку структуру і містить, як правило, 4 елементи: вступну формулу, ім'я похованого, дату смерті і благословення (евлогію). Будь-який напис на єврейському пам'ятнику починається зі слів «тут похований», які позначаються у верхній частині пам'ятника абревіатурою פנ (іврит — за нікбар — «тут похований», або за нах — «тут спочиває»), а на жіночих - פ ט (іврит — за тмуна — «тут похована»). За ними слідує звернення, наприклад, «Реб», що з часом перетворилося на форму ввічливого звернення, хоча спочатку означало «рабин», і ім'я покійного із зазначенням імені його батька. Після імені покійного ставили абревіатуру זל (іврит — Зіхрон / на ли-врахо — «Благословенна пам'ять його / її»).
На старовинних надгробках прізвища відсутні. Іноді вказували рід занять померлого. Потім пишеться дата смерті за єврейським календарем і завершальне благословення «так буде душа його зв'язана у в'язці вічного життя», виражене абревіатурою з початкових літер תַּנְצְבָ"ה. У епітафію також могли включатися цитати з Біблії і Талмуду як формули вихваляння померлого, вираження скорботи і горя близьких померлого, впевненості у воскресінні мертвих з приходом месії. Найстаріша (1520 року) збережена епітафія на теренах східної Європи була віднайдена на мацеві в м. Буську Львівської області: «Дав прикраси замість праху (Іс. 61:3) / Тут похована людина чесна, / р. Єгуда бен р. Яків, / прозваний Юда. / Помер у вівторок 5 Кіслева / року 5 тисяч / 281 від Творення. У вузол / життя нехай буде душа / (його зав'язана разом з душами) / Авраама, Ісака, Якова та / усіма (праведниками)».

## Галерея

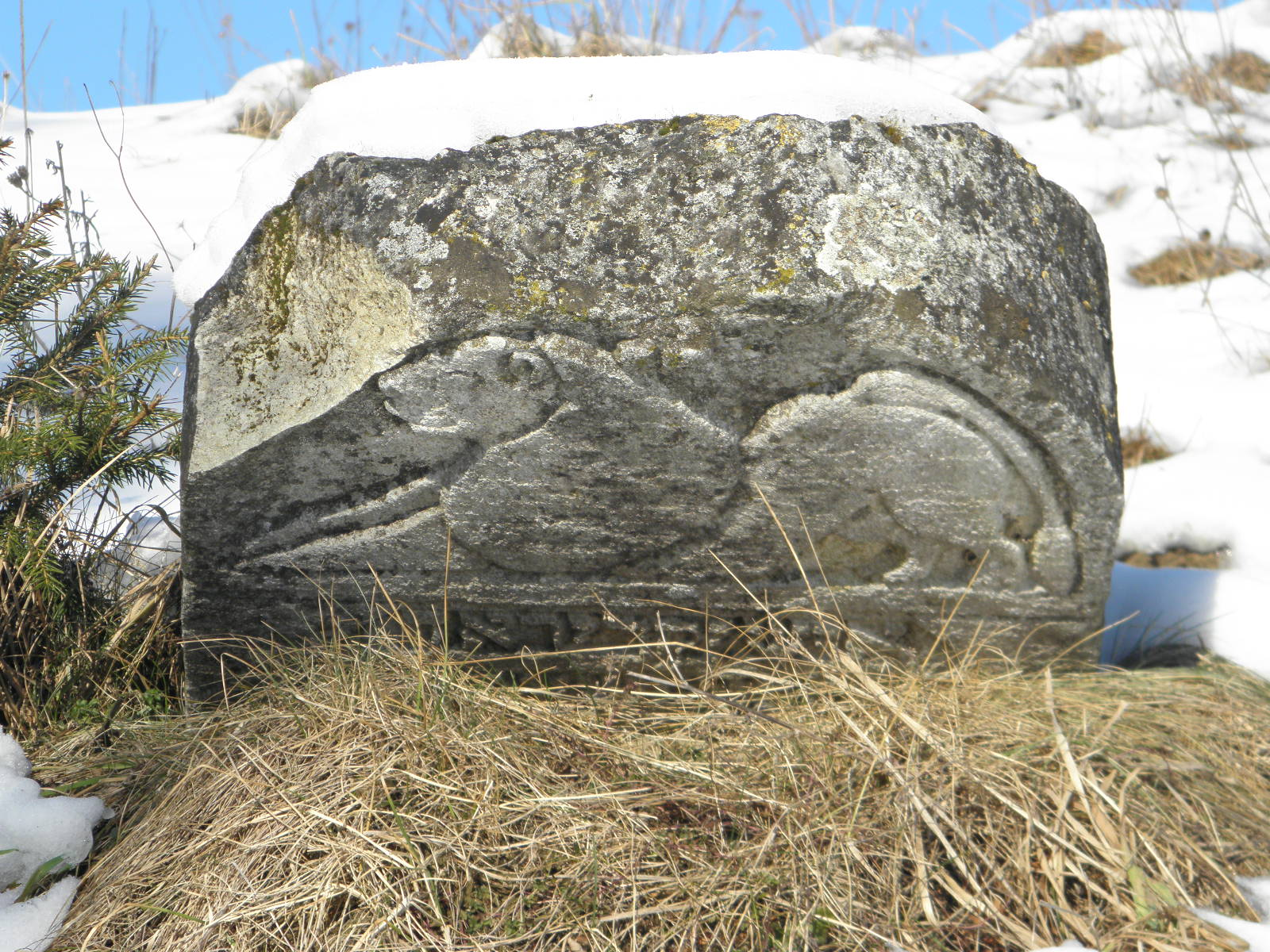
Мацева з левом
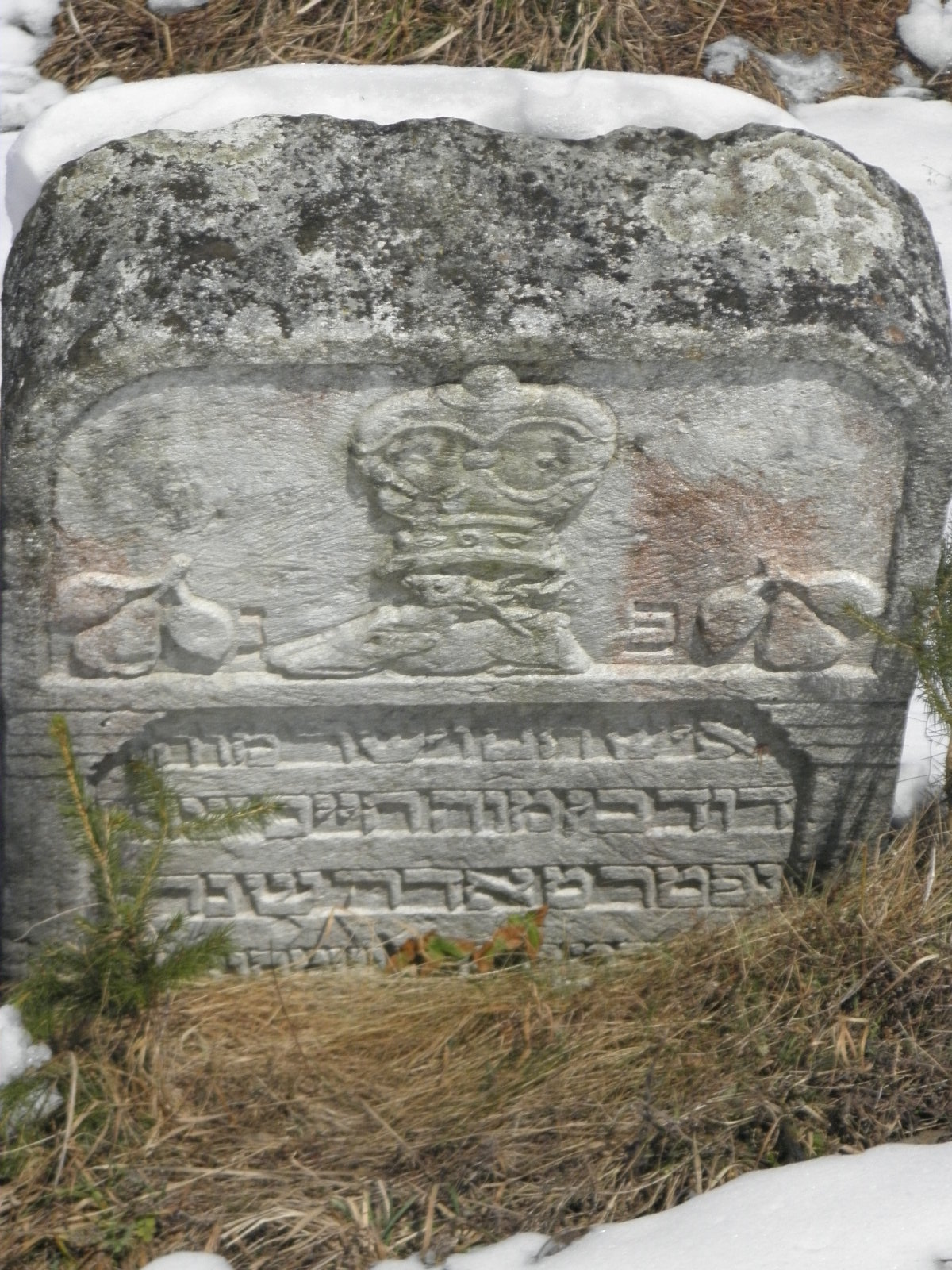
Мацева з короною, оленем і плодами
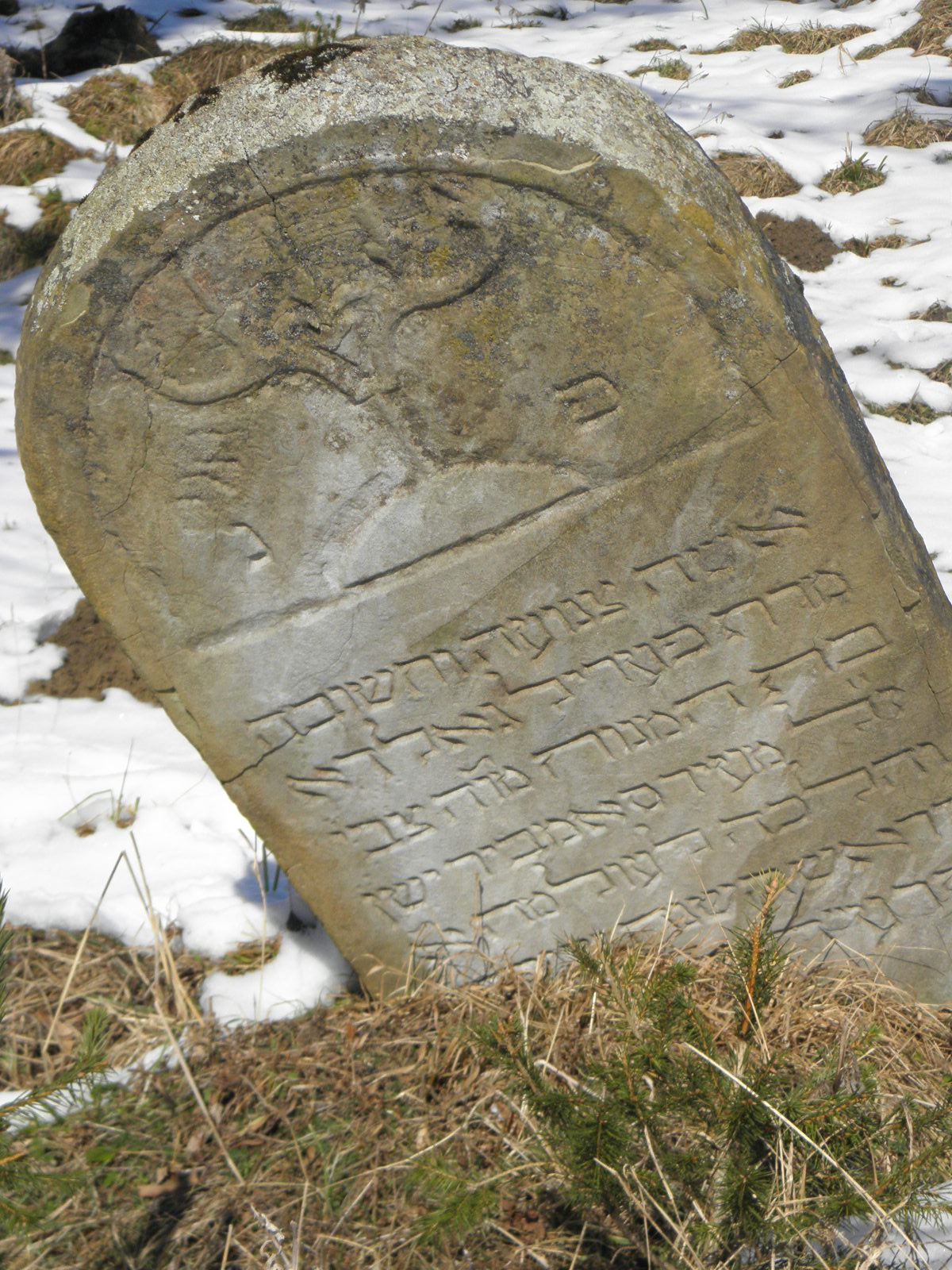
Мацева з менорою
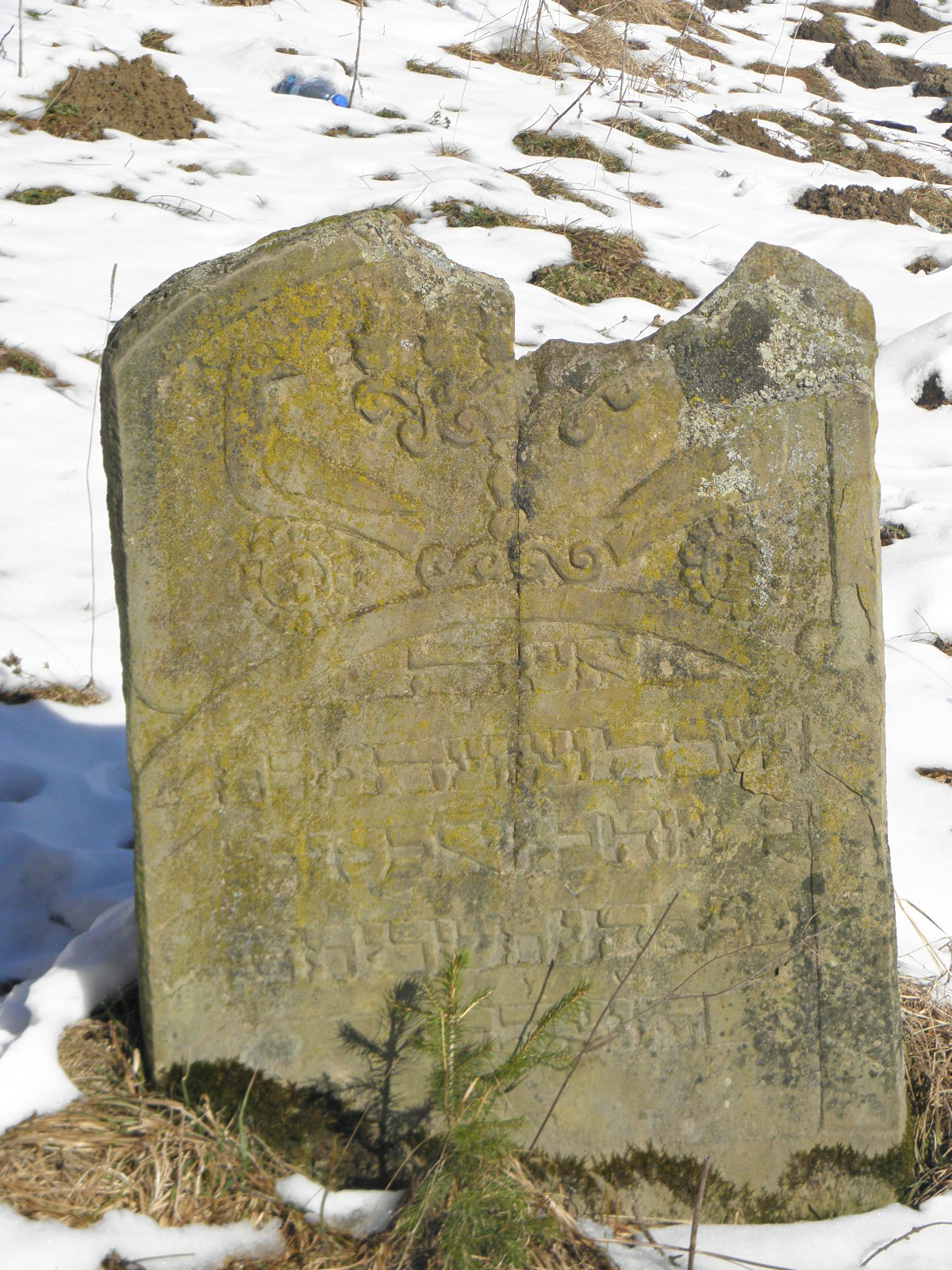
Мацева з птахами
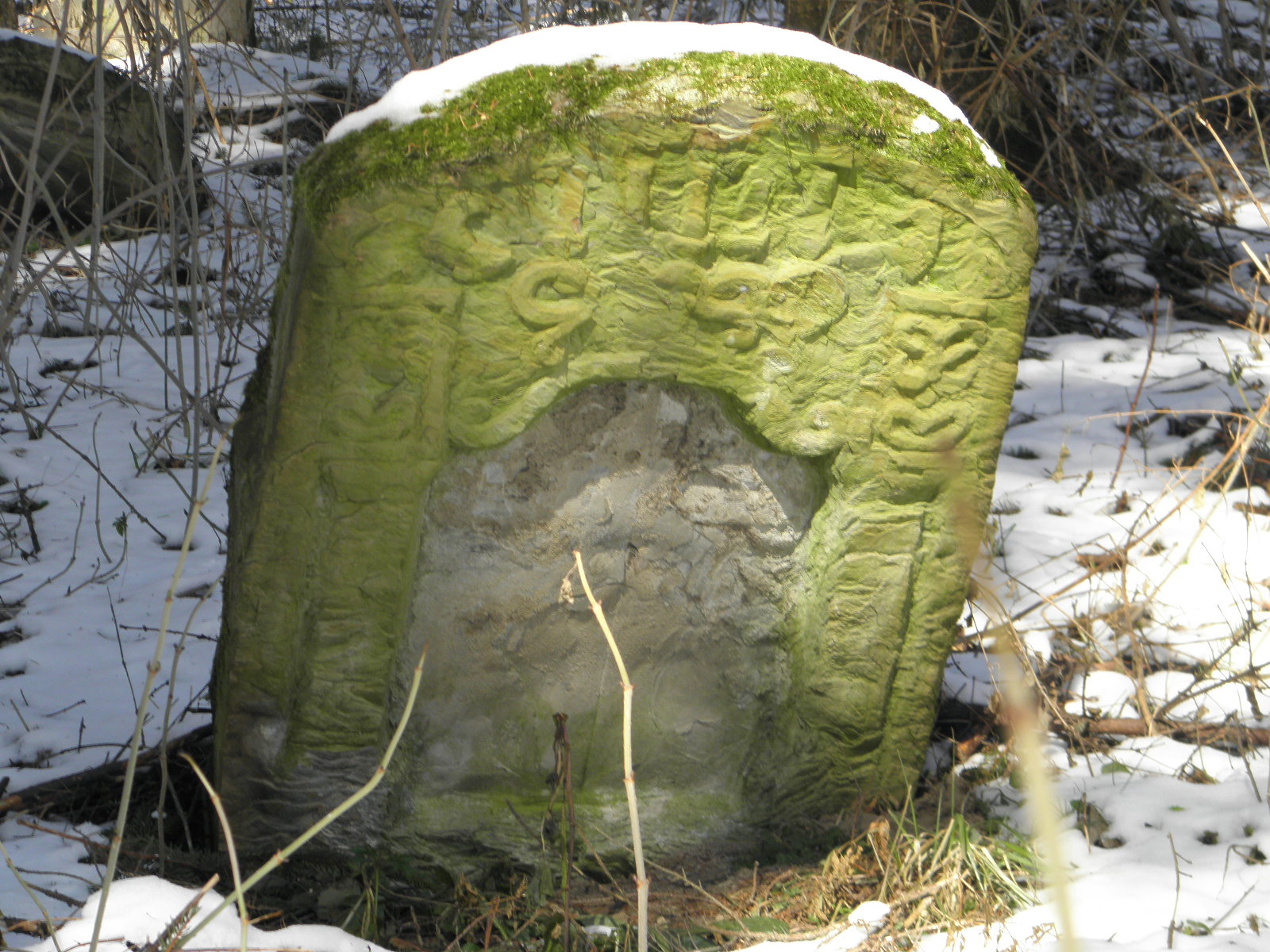
Зруйнований часом надмогильний пам'ятник
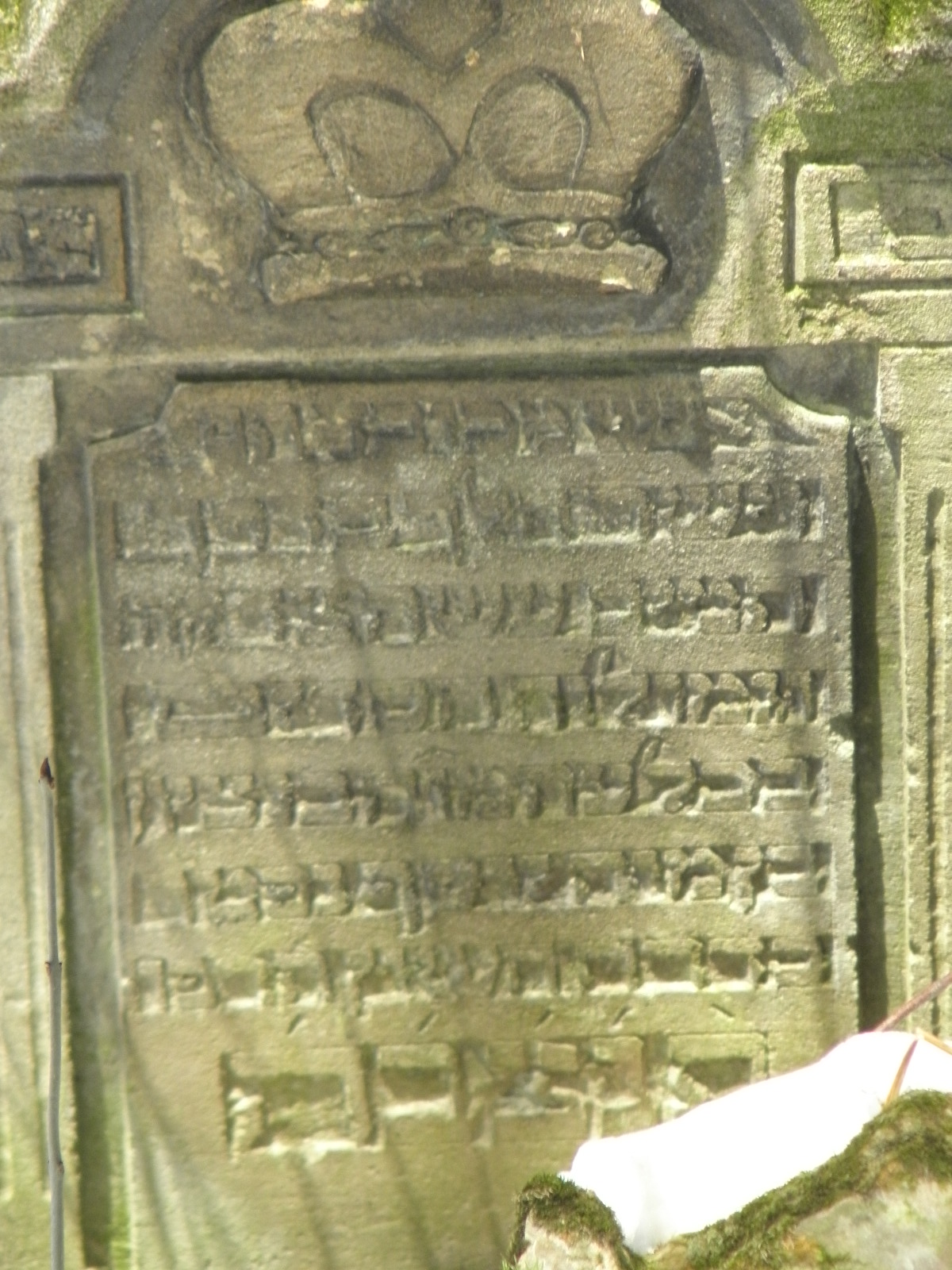
Надмогильний пам'ятник з короною
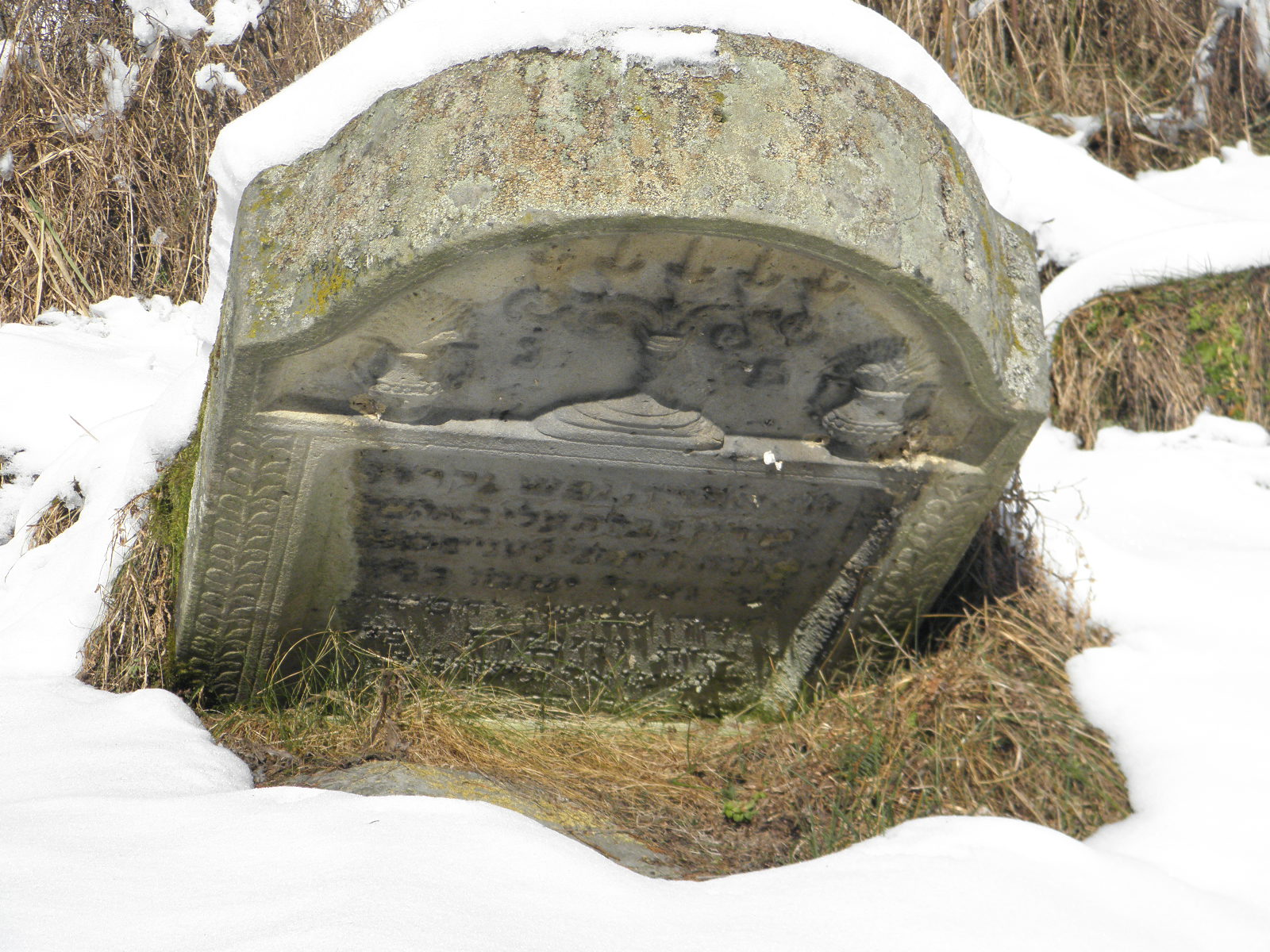
Надмогильний пам'ятник
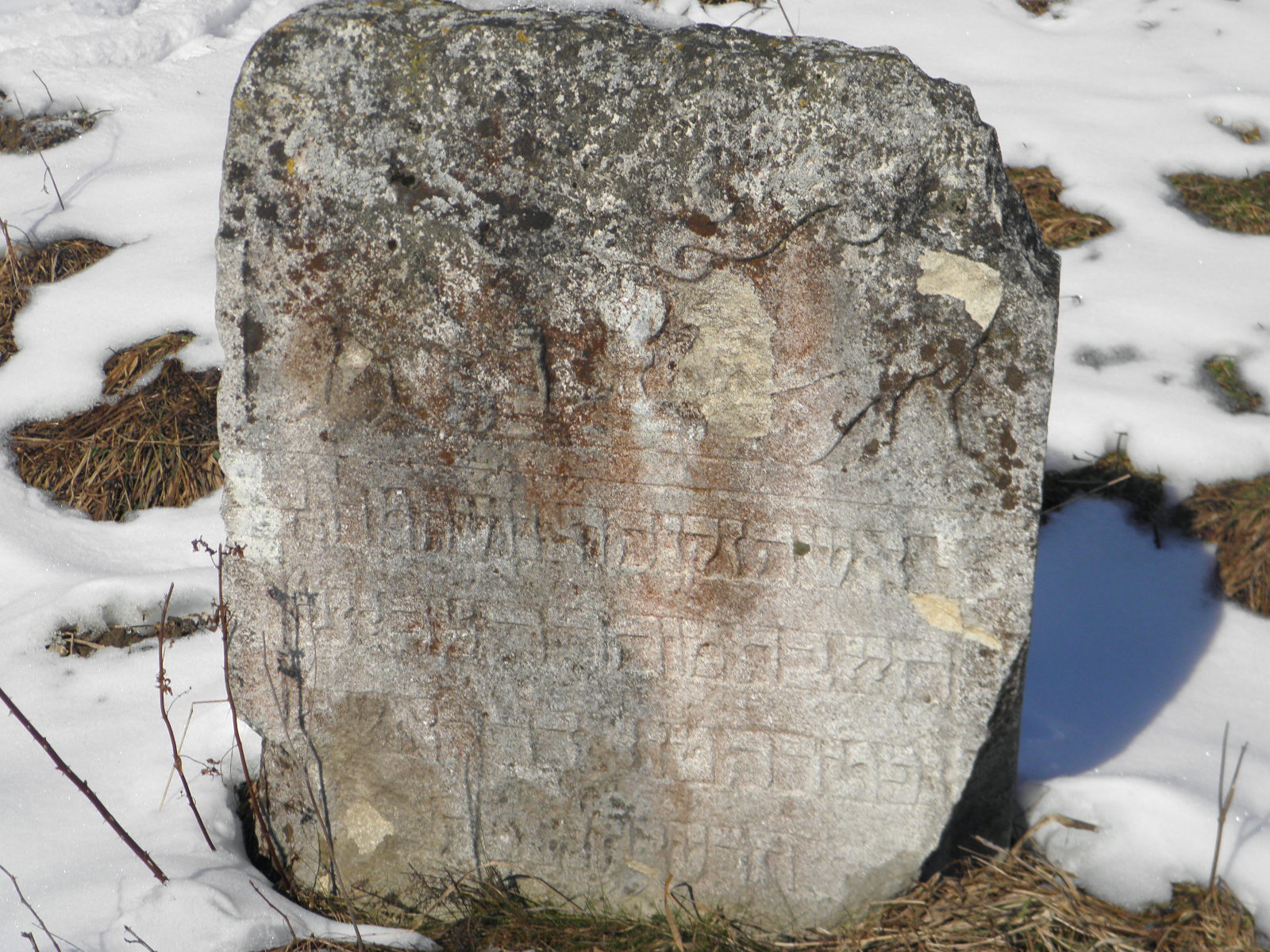
Старий надмогильний пам'ятник